# Orphan Black
Orphan Black és una sèrie de televisió canadenca de ciència-ficció protagonitzada per Tatiana Maslany en el paper de diverses dones idèntiques que resulten ser clons. La sèrie es focalitza en la Sarah Manning, una dona que assumeix la identitat de la seva clon, Elizabeth Childs, després que aquesta se suïcidi. La sèrie planteja qüestions sobre les implicacions morals i ètiques de la clonació humana i el que això suposa en la identitat. L'estrena de la primera temporada va ser al WonderCon a Anaheim, Califòrnia el 30 de març del 2013. El 2 de maig del 2013 la BBC America va renovar per una segona temporada l'estrena de la qual va ser el 19 d'abril del 2014. El 9 de juliol del 2014 la sèrie va renovar per deu episodis més, a estrenar el 2015.

## Episodis

### Primera Temporada (2013)
Tots els títols dels episodis de la primera temporada són cites del llibre "L'Origen de les espècies" De Charles Darwin.

### Segona temporada (2014)
Durant tota la temporada, els títols dels episodis són cites de les obres de Francis Bacon.

### Tercera temporada (2015)
El 9 de juliol de 2014, la seria va ser renovada per a una tercera temporada de 10 episodis, la qual es va estrenar el 18 d'abril de 2015

### Quarta temporada (2016)
El maig del 2015, la sèrie va ser renovada per a una quarta temporada de deu episodis més. L'estrena de la temporada va ser el 14 d'abril de 2016.

## Personatges

### Principals
- Clons diversos (Tatiana Maslany), totes nascudes el 1984 de diverses dones per fecundació in vitro. La série es focalitza en la Sarah Manning, una estafadora a petita escala a l'inici de la sèrie. Altres clons són l'Elizabeth "Beth" Childs, una detectiva de policia; l'Alison Hendrix, una soccer mom; la Cosima Niehaus, una estudiant de doctorat que estudia Biologia evolutiva del desenvolupament ("evo-devo"); i l'Helena (de cognom desconegut).
- Felix "Fee" Dawkins (Jordan Gavaris), el germà adoptiu de la Sarah i confident.
- Paul Dierden (Dylan Bruce), la parella de la Beth Childs.
- Detective Arthur "Art" Bell (Kevin Hanchard), el company policia de la Beth.
- Vic (Michael Mando), l'ex-novio abusiu i camell de la Sarah.
- Siobhan Sadler (Maria Doyle Kennedy), anomenada Mrs. S pels seus fills adoptius, Sarah i Felix, ha fet de tutora de la Kira, la filla de la Sarah, mentre la Sarah ha estat fora.

### Secundaris
- Detective Angela Deangelis (Inga Cadranel), la nova companya policia de l'Art.
- Kira (Skyler Wexler), la filla biològica de la Sarah (concebuda de manera natural).
- Donnie Hendrix (Kristian Bruun), el marit de la Alison.
- Dr. Aldous Leekie (Matt Frewer), cap del The Dyad Institute i el portaveu del moviment Neolution.
- Delphine Cormier (Évelyne Brochu), treballa pel Dr. Leekie i és d'interès romàntic per la Cosima.
- Aynsley Norris (Natalie Lisinska), veïna i amiga de l'Alison.

### Clons coneguts
Al final de la 1a temporada han sigut revelats 10 clons.
| Nom | País de naixement | Data de naixement                                                                            | Estat                            |
| --- | ----------------- | -------------------------------------------------------------------------------------------- | -------------------------------- |
| Sarah Manning | Regne Unit        | 15 de març del 1984                                                                          | Viva                             |
| Una estafadora i lladre, la Sarah pren la identitat de la Beth Childs després de presenciar la seva mort, inicialment per robar-li els seus estalvis, però després es veu arrossegada a la conspiració oculta i il·legal de la clonació humana. La Sarah té una filla biològica de 7 anys, la Kira, un germà adoptiu, en Felix, i una mare adoptiva, Siobhan Sadler. Intel·ligent i dura, la Sarah al principi no vol saber res de les altres clons, només li importa reunir prou diners per a començar de nou en algun lloc amb la Kira i en Felix, però descobreix que altres persones li importen més del que es pensava. |                   |                                                                                              |                                  |
| Elizabeth "Beth" Childs | Canadà            | Al certificat de naixement: 1 d'abril del 1984 A la taula de la Cosima: 13 de març del 1984  | Morta el 23 de novembre del 2012 |
| Detectiu de Policia. La sèrie comença amb el seu suïcidi saltant a la via del tren. Anterior a l'inici de la sèrie, havia estat suspesa de la policia per la investigació d'un tiroteig en què va disparar a una civil, Maggie Chen, la qual ella sabia que formava part dels d'un grup anomenat Prolethians. La Beth tenia múltiples prescripcions de medicaments psicoactius per part de la psiquiatra que la tracta durant la seva suspensió, dels quals ella n'abusa i mescla. La Beth es va assabentar del tema dels clons quan la Katja Obinger va contactar amb ella i li va parlar sobre els assassinats que estaven tenint lloc a Europa; llavors la Beth va rastrejar la Alison i la Cosima i van formar un grup (el "clones club") per protegir-se mútuament. En Paul, la seva parella amb qui viu, era el supervisor de la Beth. La raó per la qual se suïcida encara no ha estat revelada, encara que hi ha conjectures. Abans de saltar a la via del tren, de manera deliberada, es treu la jaqueta i la deixa curosament plegada, amb les sabates de taló i la bossa, en una fila ordenada. |                   |                                                                                              |                                  |
| Alison Hendrix | Canadà            | Al certificat de naixement: 4 d'abril del 1984 A la taula de la Cosima: 18 d'abril del 1984  | Viva                             |
| Una dona dels suburbis a qui la Sarah anomena "Soccer mom", està casada i té dons fills adoptius. És la clon amb el que la Beth, i després la Sarah, està en més contacte directe, degut a la seva proximitat geogràfica. Conservadora, ordenada i molt protectora amb la seva família, és propensa a la inestabilitat emocional quan es treta de la seva zona de confort. Quan es descobreix que cada clon té assignat un "supervisor", ella sospita tant del seu marit, Donnie, com de la seva amiga i veïna, Aynsley, de ser el seu "supervisor". Després de interrogar i torturar el seu marit amb una pistola de cola calenta, es convenç que és la Aynsley. Intenta repetidament que la Aynsley reconegui el seu paper com a supervisora, i finalment té relacions amb el marit de la Ainsley com a venjança. S'obsessiona amb què la Ainsley reconegui que és la supervisora i finalment deixa que mori en un accident. Al final de la primera temporada, però, la identitat del seu monitor és revelada a la audiència sent el seu marit, Donnie. L'Alison firma un contracte que els "Neolusionistes" ofereixen a cada clon (A ella, a la Sarah i a la Cosima), que suposadament les allibera de ser supervisades sense saber però, que el seu codi genètic va ser patentat el dia que van ser creades. |                   |                                                                                              |                                  |
| Cosima Niehaus | Estats Units      | 9 de març del 1984                                                                           | Viva                             |
| Estudiant de doctorat en Biologia evolutiva del desenvolupament a la Universitat de Minnesota. Ella té la comprensió més científica d'ella mateixa i les seves germanes clons i les possibles raons de per què aquest projecte il·legal va començar i per què hi ha un grup que vol matar-les. És originària de Berkeley, Califòrnia. Ella sospita, correctament, que la dona de qui té un interès romàntic, Delphine, és la seva "supervisora", i la Cosima en cert moment li revela a la Delphine que ho sap. La Delphine decideix trair els "Neolusionistes" per ajudar-la. Es deixa veure que la Cosima comença a tenir problemes als pulmons (tus sang) igual que la Katja Obinger, però no li diu a cap de les altres clons, i només li fa saber a la Delphine. Aquest personatge està basat en la Cosima Herter, l'assessora científica de la sèrie. Herter és una estudiant de doctorat a la Universitat de Minnesota, que treballa en la Història i Filosofia de la Biologia. |                   |                                                                                              |                                  |
| Helena | Ucraïna           | 15 de març del 1984                                                                          | Desconegut                       |
| Assassina, se sap que ha matat a la Katja Obinger, i probablement les altres clons mortes, amb l'excepció de la Beth Childs. El seu cognom no és mencionat. És un fanàtica religiosa altament pertorbada que ha estat manipulada per en Tomas a creure que ella és la "original", mentre que les altres clons són doppelgängers satànics, i que és el seu deure matar-les a totes. Mentalment inestable, es mutila a ella mateixa tallant-se l'esquena. Tomas, que és membre d'un grup anomenat "Prolethians" que està en contra de la "Neolution", la té sotmesa a abús físic i emocional i li dona instruccions per matar les altres clons. La Helena no té supervisor perquè les "Neolusionistes" van perdre el seu rastre després que la seva mare gestant l'amagués a un convent ucraïnès, on va ser criada. Ella i la Sarah són germanes bessones, les dues van ser gestades per la mateixa mare. Al final de la primera temporada, Sarah li dispara després que l'Helena mati a la seva mare gestant. |                   |                                                                                              |                                  |
| Katja Obinger | Alemanya          | 24 de març del 1984                                                                          | Morta el 25 de novembre del 2012 |
| Assassinada per la Helena amb un rifle de franctirador quan es troba amb la Sarah fent de Beth. És el segon clon amb qui la Sarah es troba (La Beth és la primera) i és la mort de la Katja que la deixa directament involucrada en la conspiració. Katja va contactar amb la Beth i li va explicar la existència dels clons i que les seves homòlogues de Europa estaven sent assassinades. Katja estava patint d'una malaltia respiratòria seriosa que li feia tossir sang; Cosima està intentant esbrinar si això és un risc genètic per les altres clons. |                   |                                                                                              |                                  |
| Rachel Duncan | Desconegut        | Desconegut                                                                                   | Viva                             |
| Criada pels "Neolusionistes", treballa per la gent que va crear els clons. La seva data de naixement i la seva nacionalitat no són mencionades. Quan la Sarah la menciona, l'anomena "Proclon". |                   |                                                                                              |                                  |
| Danielle Fournier | França            | Al certificat de naixement: 20 de març del 1984 A la taula de la Cosima: 12 de març del 1984 | Morta el 24 de setembre del 2012 |
| Presumpta mort abans dels esdeveniments de la sèrie. |                   |                                                                                              |                                  |
| Aryanna Giordano | Itàlia            | Al certificat de naixement: 4 d'abril del 1984 A la taula de la Cosima: 28 d'abril del 1984  | Morta l'11 d'abril del 2012      |
| Presumpta mort abans dels esdeveniments de la sèrie. |                   |                                                                                              |                                  |
| Janika Zingler | Àustria           | 10 de març del 1984                                                                          | Morta el 13 de juliol del 2012   |
| Presumpta mort abans dels esdeveniments de la sèrie. |                   |                                                                                              |                                  |

## Producció
Orphan Black va ser inicialment desenvolupada al Canadian Film Centre per en Graeme Manson. El 12 de juny del 2012, Bell Media va anunciar que havien encarregat una temporada de 10 capítols d'Orphan Black que seria produïda per Temple Street Productions i distribuïda internacionalment per la BBC Worldwide.
El 26 de juny del 2012, BBC America anunciava la sèrie als EUA. La tria de l'actriu canadenca Tatiana Maslany com a protagonista de la sèrie va ser anunciada el 17 de setembre del 2012. La resta dels actors principals van ser anunciats a finals d'octubre del 2012 quan la producció començava a Toronto per la primera temporada. El 7 de febrer del 2013 va ser anunciat que Matt Frewer havia estat triat per interpretar a un inquiet i filosòfic professor, el Dr. Leekie, i Évelyne Brochu per interpretar a una estudiant de doctorat en Biologia molecular i cel·lular. La gravació de la primera temporada va ser prevista per ser completada el 12 de febrer del 2013.
Maslany es va crear diferents llistes de reproducció de música per escoltar, per ajudar-se a diferenciar els diferents personatges que representa. En filmar escenes en què Maslany té diverses parts, les càmeres van ser muntades en carros que podien replicar el moviment, permetent així més acció en les escenes on ella interacciona amb si mateixa.

## Ubicació
Orphan Black és gravada a Toronto, Canadà. Si bé això és evident a partir dels detalls com ara automòbils amb matrícules d'Ontario, el permís de conduir d'Ontario de la Beth, el color de la moneda, i un bitllet d'avió en l'episodi pilot en el qual s'identifica l'aeroport Internacional Toronto Pearson, Graeme Manson va dir que els escenaris són deliberadament ambigus. "Se suposa que ha de ser Genèrica. És part del preu que es paga per aquest tipus de coproducció."

## Capítols
| Temporada | Temporada | Capítols | Emissió original        | Emissió original      |
| Temporada | Temporada | Capítols | Estrena de la temporada | final de la temporada |
| --------- | --------- | -------- | ----------------------- | --------------------- |
|           | 1         | 10       | 30 de març del 2013     | 1 de juny del 2013    |
|           | 2         | 10       | 19 d'abril del 2014     | 21 de juny del 2014   |

### 1a temporada (2013)
Tots els títols dels capítols són cites de L'origen de les espècies de Charles Darwin. El primer capítol, "Natural Selection" (Selecció Natural) és el títol del Capítol 4. El desè és tret de l'última frase del text, i és també el títol d'un llibre en anglès del 2005, Endless Forms Most Beautiful en desenvolupament evolutiu, el camp que estudia la clon anomenada Cosima.
| Num. | Títol                                  | Dirigit per    | Escrit per    | Emissió Original   |
| --- | -------------------------------------- | -------------- | ------------- | ------------------ |
| 1 | «Natural Selection»                    | John Fawcett   | Graeme Manson | 30 de març de 2013 |
| 23 de november del 2012. Quan la Sarah Manning presencia el suïcidi de la Elizabeth Childs, una dona que té la mateixa aparença que ella, Sarah s'ho arregla perquè el cos de la Beth sigui identificat com si fos el de la Sarah i assumeix la seva identitat. El pla és netejar els comptes bancaris de la Beth, recuperar la seva filla Kira, i marxar per començar una vida nova, però la Sarah es veu atrapada en una conspiració sobre el per què ella i la Beth són iguals i què va portar a la Beth a treure's la vida. |                                        |                |               |                    |
| 2 | «Instinct»                             | John Fawcett   | Graeme Manson | 6 d'abril de 2013  |
| La Sarah ha de fer-se passar per la Katja per trobar un maletí misteriós. Així que la Sarah aprofundeix en el misteri de la seva igual, coneix l'Alison - una altra igual que li podria proporcionar les respostes que necessita. |                                        |                |               |                    |
| 3 | «Variation Under Nature»               | David Frazee   | Graeme Manson | 13 d'abril de 2013 |
| La Sarah coneix a la Cosima, una altra igual. La Cosima i la Alison li desvetllen a la Sarah tot el que saben sobre el que està passant amb les "iguals" fins i tot que són clons. Fent-se passar per la Beth, la Sarah ha de investigar la mort del cos que ella mateixa va enterrar. |                                        |                |               |                    |
| 4 | «Effects of External Conditions»       | Grant Harvey   | Karen Walton  | 20 d'abril de 2013 |
| L'Alison es fa passar per la Sarah per ajudar-la amb la Kira mentre la Sarah va a trobar-se amb la persona responsable de les morts de les altres clons. |                                        |                |               |                    |
| 5 | «Conditions of Existence»              | T.J. Scott     | Alex Levine   | 27 d'abril de 2013 |
| Les noies s'assabenten que totes elles tenen un supervisor - gent en les seves vides el propòsit dels quals és observar-les. Després d'assabentar-se'n intenten descobrir qui són. |                                        |                |               |                    |
| 6 | «Variations Under Domestication»       | John Fawcett   | Will Pascoe   | 4 de maig de 2013  |
| L'Alison lliga i interroga al seu marit perquè sospita que pugui ser el seu supervisor - però ho és o només és el seu marit? |                                        |                |               |                    |
| 7 | «Parts Developed in an Unusual Manner» | Brett Sullivan | Tony Elliott  | 11 de maig de 2013 |
| En Felix i la Sarah descobreixen un club/discoteca dels "Neolusionistes" i intenten esbrinar més infiltrant-s'hi. En Paul intenta cobrir la Sarah però s'assabenten que la Beth no és la Beth. |                                        |                |               |                    |
| 8 | «Entangled Bank»                       | Ken Girotti    | Karen Walton  | 18 de maig de 2013 |
| L'Alison es venja de la que ella creu que és la seva supervisora, el que li pot costar tot el que s'estima. La Policia descobreix la mort de la Beth i l'existència de la Sarah. |                                        |                |               |                    |
| 9 | «Unconscious Selection»                | T.J. Scott     | Alex Levine   | 25 de maig de 2013 |
| La Sarah rescata l'Helena de les mans d'en Tomas i ha de decidir què fa amb ella. La Cosima s'enfronta a la veritat sobre la Delphine. |                                        |                |               |                    |
| 10 | «Endless Forms Most Beautiful»         | John Fawcett   | Graeme Manson | 1 de juny de 2013  |
| L'Alison, la Cosima i la Sarah han de decidir si confiar en els seus creadors. La Cosima segueix treballant en saber més d'ella i els clons - amb l'ajuda de la Delphine. La Sarah descobreix més sobre el seu naixement, la seva connexió amb la Helena i es veu forçada a prendre una decisió respecte l'Helena. |                                        |                |               |                    |

### 2a temporada (2014)
La sèrie va ser renovada per una segona temporada de 10 capítols el 2 de maig del 2013. La segona temporada es va estrenar l'abril del 2014. Perry Simon, el Gerent General de Canals de BBC Worldwide America va dir: "Estem molt emocionats de tenir una segona temporada amb l'equip amb tant talent de Graeme, John i Temple Street Productions, i no podem esperar a veure en quins papers es mostrà la Tatiana en la segona temporada"

## Recepció
La sèrie ha rebut en general crítiques favorables, la primera temporada va treure un 73 sobre 100 a Metacritic.

### Reconeixements
| Any  | Premi                                 | Categoria                           | Candidat/a(s/es) | Resultat  |
| ---- | ------------------------------------- | ----------------------------------- | ---------------- | --------- |
| 2013 | Critics' Choice Television Award      | Millor Actriu en una Sèrie de Drama | Tatiana Maslany  | Guanyador |
| 2013 | Television Critics Association Awards | Èxit Individual en Drama            | Tatiana Maslany  | Guanyador |
| 2013 | Television Critics Association Awards | Millor programa novell              | Orphan Black     | Nominat   |
| 2013 | Young Hollywood Awards                | Actuació Revelació - Femenina       | Tatiana Maslany  | Guanyador |